# Шпак-малюк тенімбарський
Шпак-малю́к тенімбарський (Aplonis crassa) — вид горобцеподібних птахів родини шпакових (Sturnidae). Ендемік Індонезії.

## Опис
Довжина птаха становить 20 см. Дорослі птахи мають чорнувате забарвлення із зеленуватим металевим відблиском, крила і хвіст чорні. Дзьоб і лапи чорні. очі карі. У молодих птахів верхня частина тіла коричнева, нижня частина тіла охриста, поцяткована коричневими смужками.

## Поширення і екологія
Тенімбарські шпаки-малюки є ендеміками Танімбарських островів. Вони живуть у вологих рівнинних тропічних лісах і мангрових заростях. Є поширеним видом в межах свого ареалу.

## Збереження
МСОП класифікує стан збереження цього виду як близький до загрозливого. Тенімбарським шпакам-малюкам може загрожувати знищення природного середовища.